# 살루바 왕조
살루바 왕조는 비자야나가라 제국을 통치한 두번째 왕조로, 역사적 전통에 따라 오늘날 남인도 카르나타카주의 칼야니 지역 출신인 살루바족에 의해 개창되었다.

## 역사
고란틀라 비문은 서찰루키아와 남칼라추리 시대부터 이 지역까지 살루바 왕조의 기원을 추적하고 있다. 사전 편찬자들에게 "살루바"라는 용어는 사냥에 사용되는 "매"로 알려져 있다. 이들은 나중에 오늘날 안드라프라데시주 동부 해안으로 퍼졌으며, 아마도 14세기 비자야나가라 정복 시기나 이주를 통해 확산되었다.
비자야나가라 시대의 비문 증거로 가장 먼저 알려진 살루바 인물은 살루바 나라심하 데바 라야의 증조부인 망갈라데바였다. 망갈라데바는 부카 라야 1세 황제가 마두라이 술탄국을 상대로 승리하는 데 중요한 역할을 했다. 그의 후손들은 살루바 왕조를 세웠고 비자야나가라 제국의 통치 라인 중 하나가 되었다. 1485년부터 1505년까지 세 명의 황제가 통치한 후 툴루바 왕조가 왕위를 차지했다. 그들은 비자야나가라를 제국의 수도로 삼아 남인도 거의 전역을 통치했다.
살루바 나라심하 데바 라야는 찬드라기리의 총독이었던 살루바 군다의 아들로, 1486년부터 1491년까지 제국을 통치한 살루바 왕조의 초대 황제였다. 나라심하는 제국 전역에서 반란을 일으킨 가신들을 진압하기 위한 비교적 성공적인 원정과 가자파티 제국의 확장을 막기 위한 시도에서 통치 기간을 보냈다. 나라심하는 또한 제국 서부 해안에 새로운 항구를 열어 바흐마니의 손에 넘어간 말 무역을 되살렸다.
1491년 우다야기리 포위 공격과 가자파티에 의해 투옥된 후 나라심하는 자신의 제국을 총리 나라사 나야카의 유능한 손에 맡겼다. 황제는 아들들이 제위를 맡을 준비가 되어 있지 않다고 생각하여 가장 신뢰하는 장군이자 장관 나라사에게 그 권력을 넘겼다. 나라사는 사실상 1490년부터 1503년 자신이 사망할 때까지 비자야나가라 제국을 통치했으며, 그 후 나라사의 장남이 정당한 황제를 암살하고 왕위에 올랐다. 1492년 나라사의 정적 중 한 명이자 상가마족에 충성하던 군 사령관 팀마 부팔라가 나라사의 장남 나라심하를 암살한 후 나라심하의 막내아들 나라심하 라야 2세가 제위에 올랐다. 그러나 그는 사실상 허수아비로서 나라의 권력은 나라사의 장남이자 후계자인 비라 나라심하가 장악하고 있었다. 비라 나라심하는 1505년 이마디 나라심하를 암살한 후 제위에 올라 비자야나가라 제국의 세 번째 왕조인 툴루바 왕조를 개창하고 1503년부터 1509년까지 제국을 다스렸다.

## 역대 황제
| 대수 | 이름                      | 재위            | 비고 |
| ---- | ------------------------- | --------------- | ---- |
| 13   | 살루바 나라심하 데바 라야 | 1485년 ~ 1491년 |      |
| 14   | 팀마 부팔라               | 1491년          |      |
| 15   | 나라심하 라야 2세         | 1491년 ~ 1505년 |      |